# 东观西台吴氏大宗祠
东观西台吴氏大宗祠，位于中国福建省泉州市鲤城区涂门街，明代始建，原為明萬曆十一年（1583年）進士、 翰林庶吉士、監察御史吳龍徵的宅第，因其官任東觀侍讀、西台御史，故稱“東觀西台”，明、清沿襲為地名。坐北朝南，占地面积1600多平方米。硬山顶，抬梁穿斗混合式木构架，面阔五间。规模宏大，富丽壮观。梁枋、斗拱、雀替、垂莲柱，蜀柱等木构件雕刻精美。2005年5月11日公布为第六批福建省文物保护单位。